# Turner Construction
Turner Construction er en amerikansk entreprenør-, bygge- og anlægsvirksomhed med tilstedeværelse i 20 lande. Det er et datterselskab til tyske Hochtief. De har 10.000 ansatte og omsætter for 14 mia. US $.
Turner Construction blev etableret i New York City i 1902 af Henry Chandlee Turner.